# 2763 Jeans
2763 Jeans è un asteroide della fascia principale. Scoperto nel 1982, presenta un'orbita caratterizzata da un semiasse maggiore pari a 2,4030015 UA e da un'eccentricità di 0,2179541, inclinata di 3,53836° rispetto all'eclittica.